# Warunek Cauchy’ego według miary
Warunek Cauchy’ego według miary – przeniesienie pojęcia warunku Cauchy’ego na ciągi funkcji mierzalnych.

## Definicja
Niech {\displaystyle (X,{\mathfrak {M}},\mu )} będzie przestrzenią z miarą, dalej niech {\displaystyle A\in {\mathfrak {M}}} i {\displaystyle (f_{n})_{n\in \mathbb {N} }} będzie ciągiem funkcji mierzalnych (prawie wszędzie skończonych) {\displaystyle f,f_{n}\colon A\to {\overline {\mathbb {R} }},\;n\in \mathbb {N} .}
Mówimy, że ciąg {\displaystyle (f_{n})_{n\in \mathbb {N} }} spełnia warunek Cauchy’ego według miary {\displaystyle \mu } (na zbiorze {\displaystyle A}) wtedy i tylko wtedy, gdy
{\displaystyle \bigwedge _{\varepsilon >0}\bigwedge _{\eta >0}\bigvee _{n_{0}\in \mathbb {N} }\bigwedge _{p,q\geqslant n_{0}}}{\displaystyle \mu \left(\{x\in A\colon f_{p}(x),f_{q}(x)\in \mathbb {R} ,|f_{p}(x)-f_{q}(x)|\geqslant \varepsilon \}\right)<\eta }

### Własności
- Ciąg jest zbieżny według miary wtedy i tylko wtedy, gdy spełnia warunek Cauchy’ego według miary.
- Twierdzenie Riesza.